# Норман-Уэлс
Норман-Уэлс (англ. Norman Wells, слейви: Tłegǫ́hłı) — деревня в Северо-Западных территориях, Канада.

## География
Деревня расположена на правом берегу реки Маккензи, на высоте 73 м над уровнем моря.

## Население
По данным переписи 2011 года население деревни составляло 727 человек. По данным прошлой переписи 2006 года оно насчитывало 761 человек. 300 человек были представителями коренных народов Канады, из них 165 человек — индейцы, 110 человек — метисы и 25 человек — инуиты. Основные языки населения — слейви и английский.
Средний возраст населения деревни составляет 33,2 года, что немного превышает средний по Северо-Западным территориям показатель 31,2 год.

## Экономика и транспорт
Крупнейшим работодателем в Норман-Уэлс является канадская нефтяная компания Imperial Oil, которая присутствует в данном регионе с 1937 года, когда здесь был построен нефтеперерабатывающий завод.
Летом до Норман-Уэлс можно добраться по реке Маккензи, а зимой — по зимнику, который соединяет Ригли и Форт-Симпсон. В то же время, основным способом попадания в деревню является малая авиация. Аэропорт Норман-Уэлс принимает регулярные рейсы из Йеллоунайфа и Инувика. В летний период функционирует также водный аэродром.